# Лешково (Тверская область)
Лешково — деревня в Старицком районе Тверской области. Входит в состав Ново-Ямского сельского поселения.

## География
Находится в южной части Тверской области на расстоянии приблизительно 21 км на юг по прямой от районного центра города Старица.

## История
Деревня была отмечена ещё на карте 1825 года. В 1859 году здесь (деревня Зубцовского уезда) было учтено 16 дворов, в 1941 — 40.

## Население
Численность населения: 127 человек (1859 год), 0 в 2002 году, 1 в 2010.